# مطار قوانغتشو باييون الدولي
 مطار قوانغتشو باييون الدولي (بالصينية: 广州 白云 国际 机场) (إياتا:  CAN ، إيكاو: ZGGG) هو المطار الرئيسي لمدينة قوانغتشو، عاصمة مقاطعة كونغدنغ، في جمهورية الصين الشعبية.
المطار هو المحور الرئيسي لعمليات شركة طيران جنوب الصين وخطوط شنتشن الجوية. في عام 2009، صنف مطار قوانغتشو باييون الدولي كثاني مطارات الصين ازدحاما وفي المرتبة 22 في العالم من حيث حركة الركاب، حيث تعامل مع 37,048,550 مسافر. وبالنسبة لحركة البضائع كان المطار ثالث مطارات الصين و21 عالميا ازدحاما.
يشير «باييون» إلى جبل ( باييونشان) بالقرب من موقع المطار السابق المغلق حاليا (بالصينية: 白云) ويعني «سحابة بيضاء» في اللغة الصينية. وبعد افتتاح المطار الحالي بمنطقة هوادو في 5 أغسطس 2004 ، ليحل محل المطار القديم والذي استمر لمدة 72 عاما سابقة احتفظ المطار الجديد باسم مطار قوانغتشو باييون الدولي. والمطار الجديد، الذي بني بتكلفة 19.8 مليار يوان ، على بعد 28 كيلومترا من وسط مدينة قوانغتشو والأكبر بما يقارب من 5 مرات من سابقه.
افتتاح المطار الدولي الجديد قوانغتشو باييون ساهم في حل معظم المشاكل في المطار القديم بسبب المساحة المحدودة، والاكتظاظ وعدم وجود مساحات كافية للتوسع، مما ساهم في تخفيف القيود على استخدام المطار وهذا يعني أيضا أن شركة طيران جنوب الصين أصبح بإمكانها تشغيل مساراتها القارية على مدى 24 ساعة.

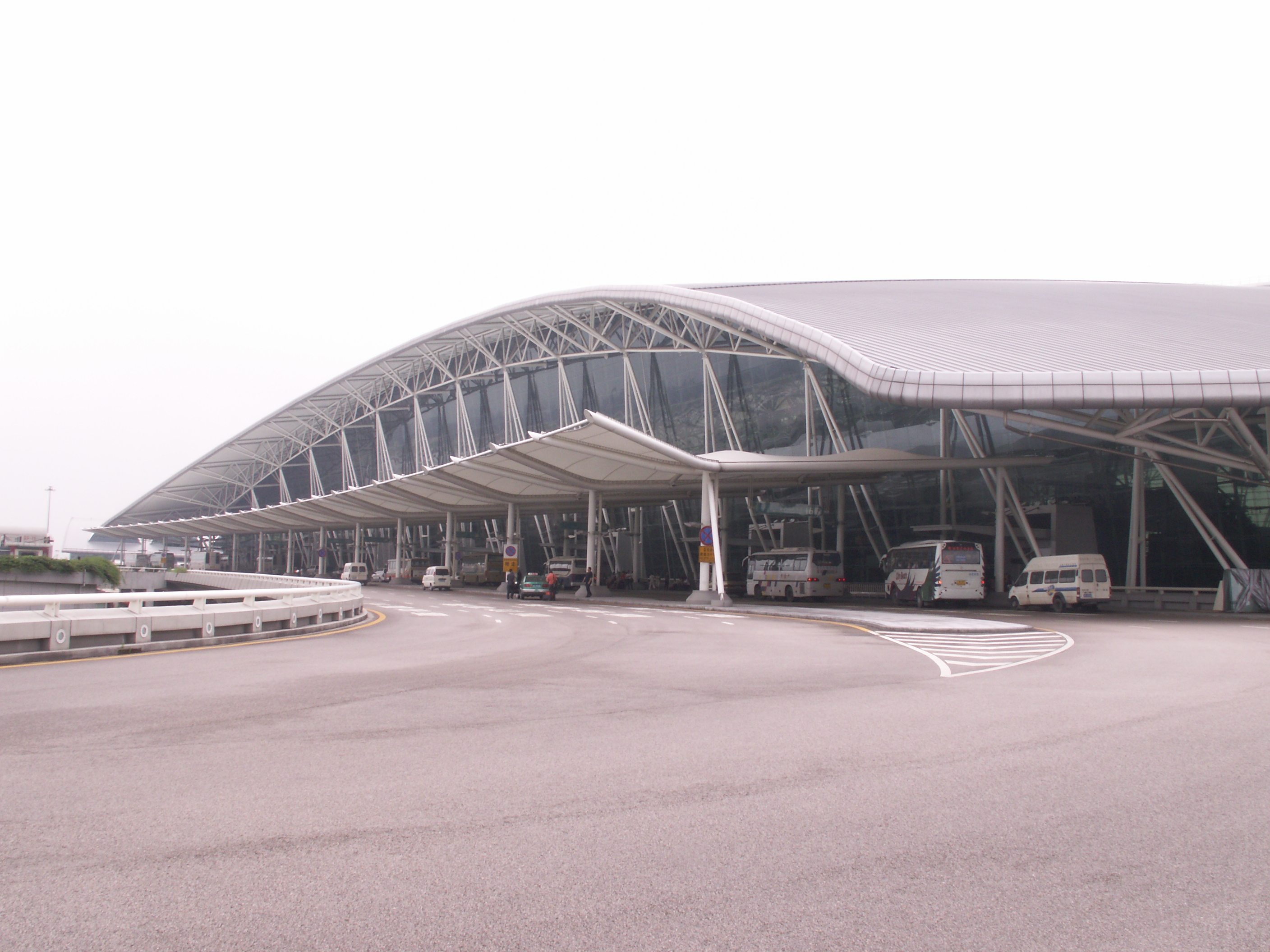
منطقة الوصول في مبنى الصالات 1

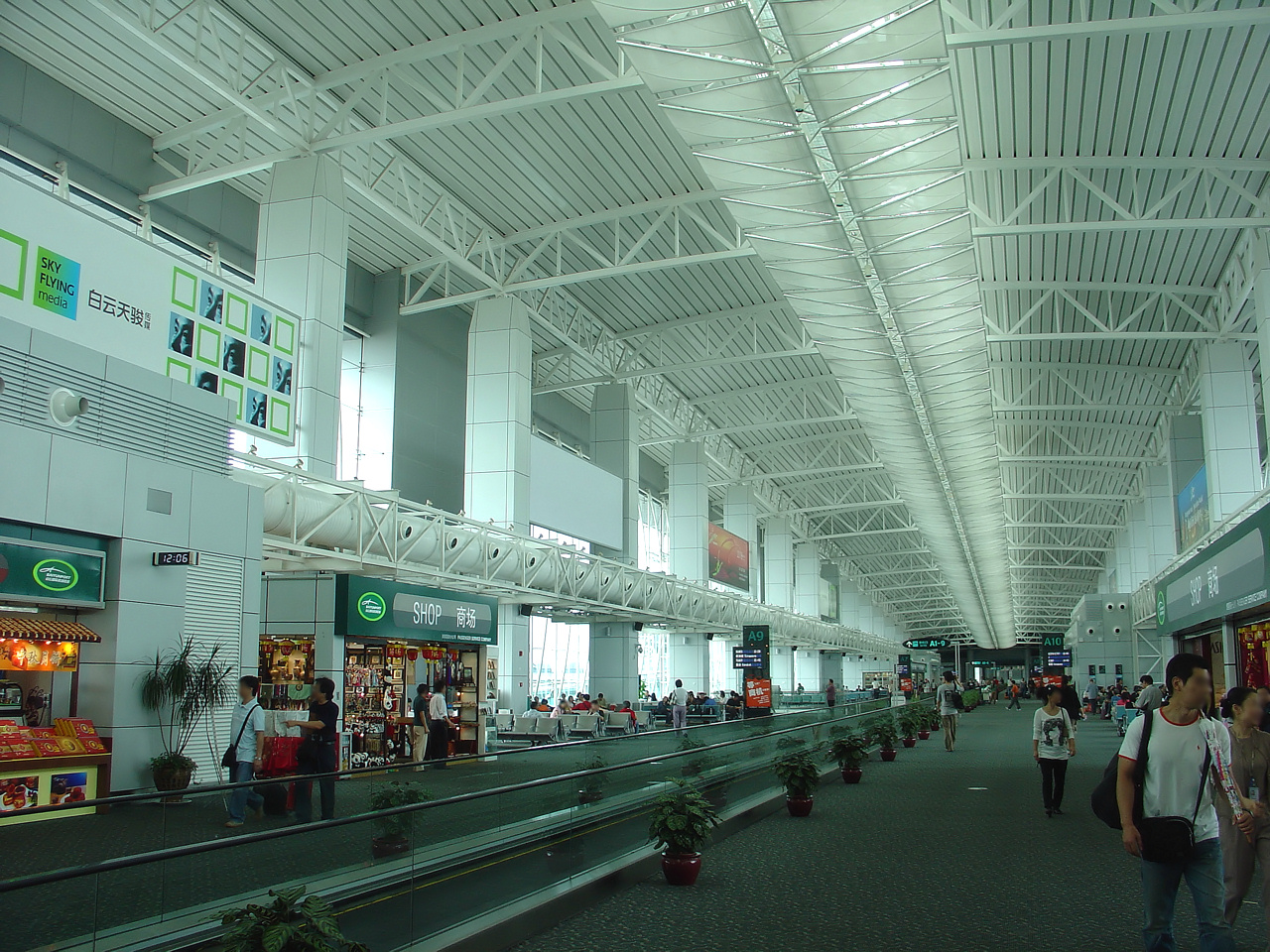
مبنى الصالات رقم 1

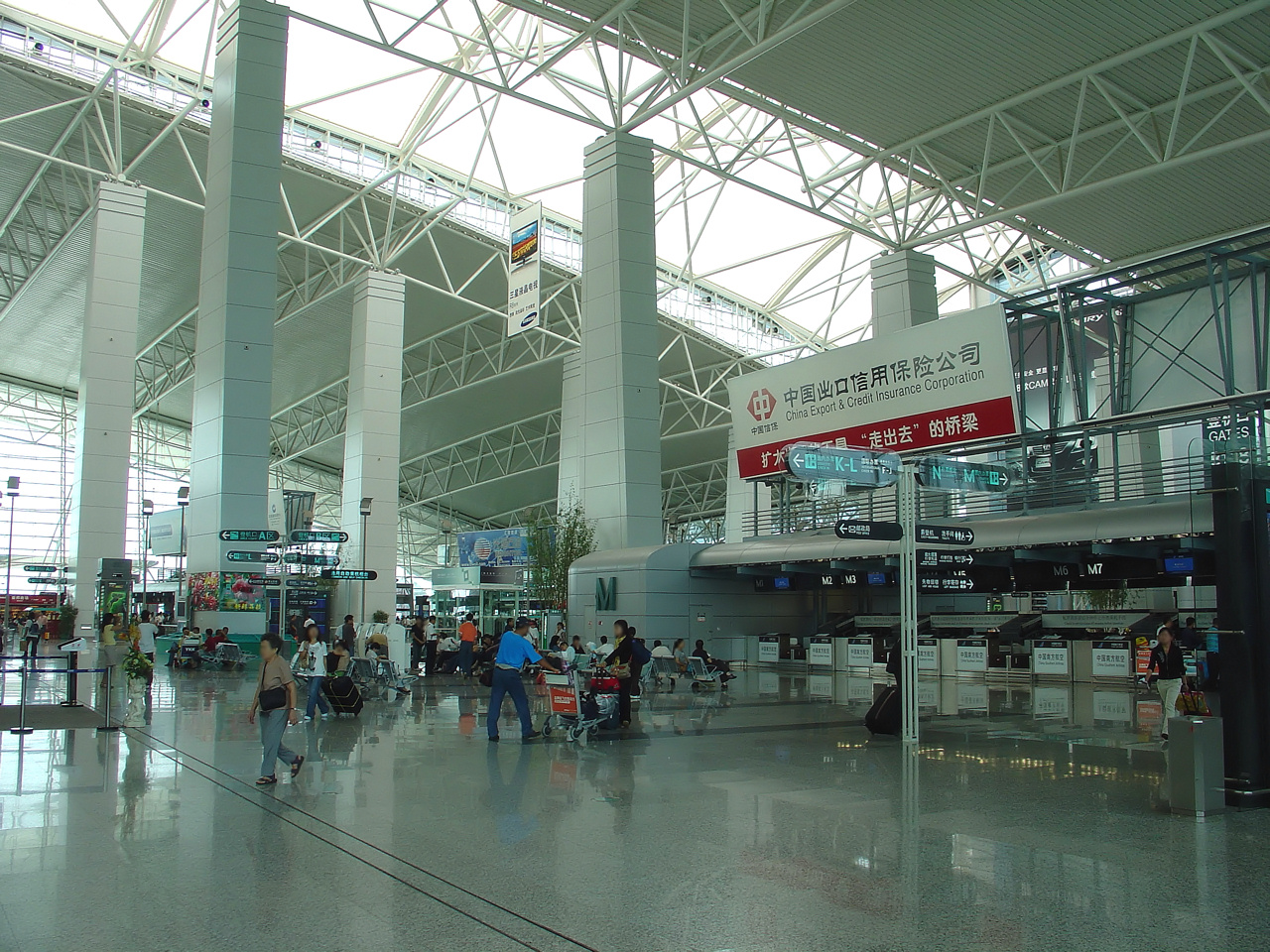
صالة المغادرة في المبنى رقم 1

## معرض صور

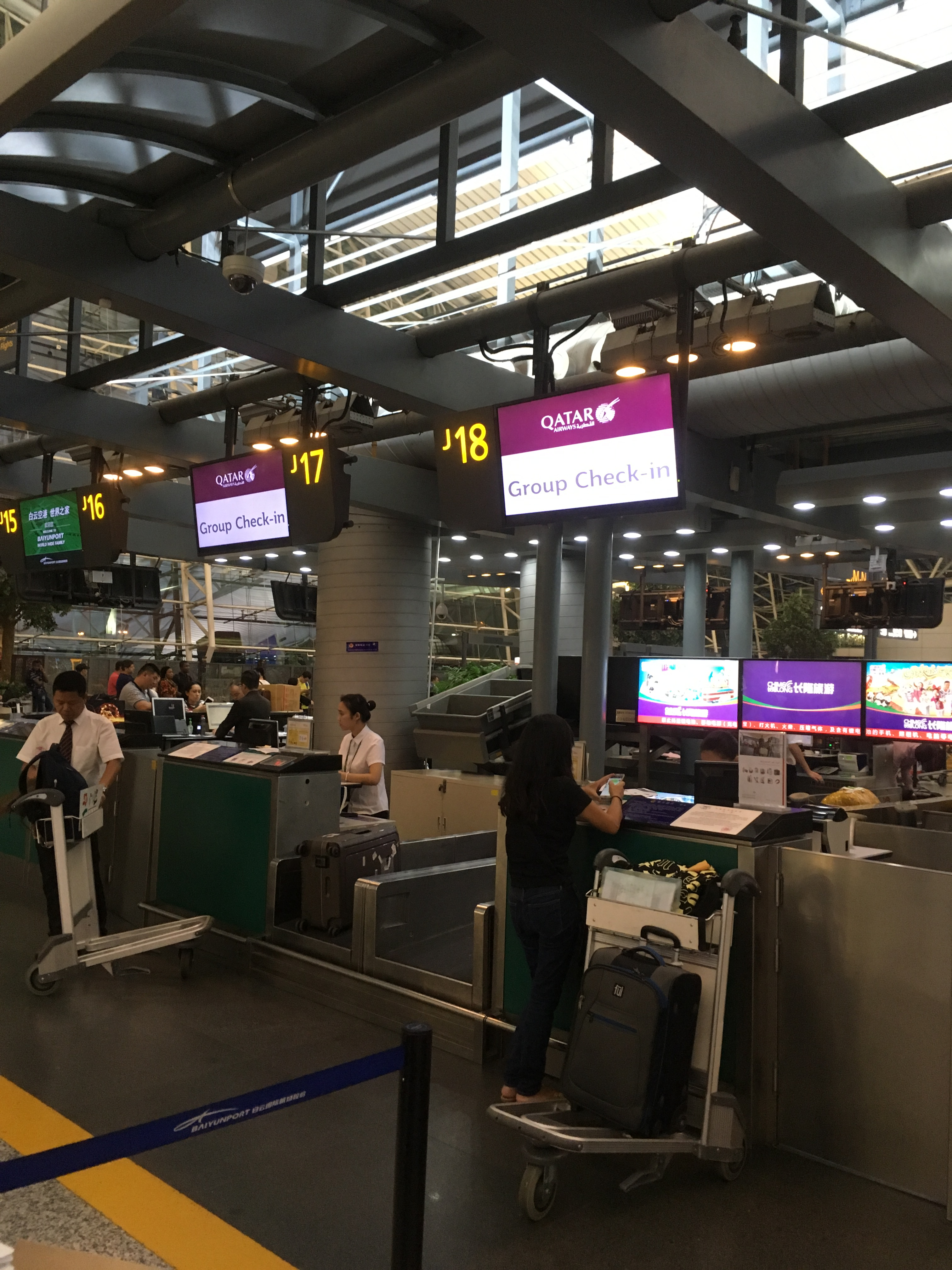
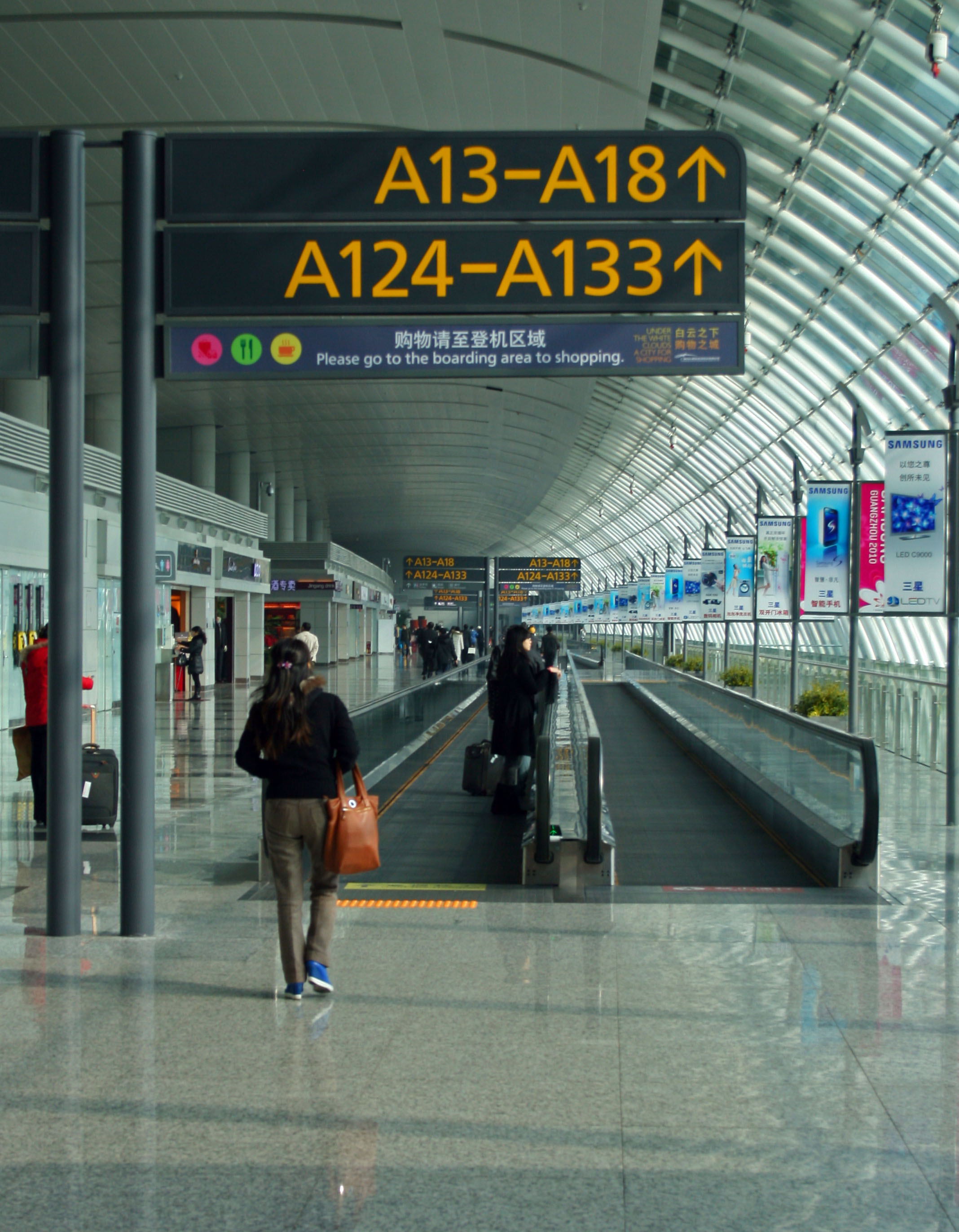
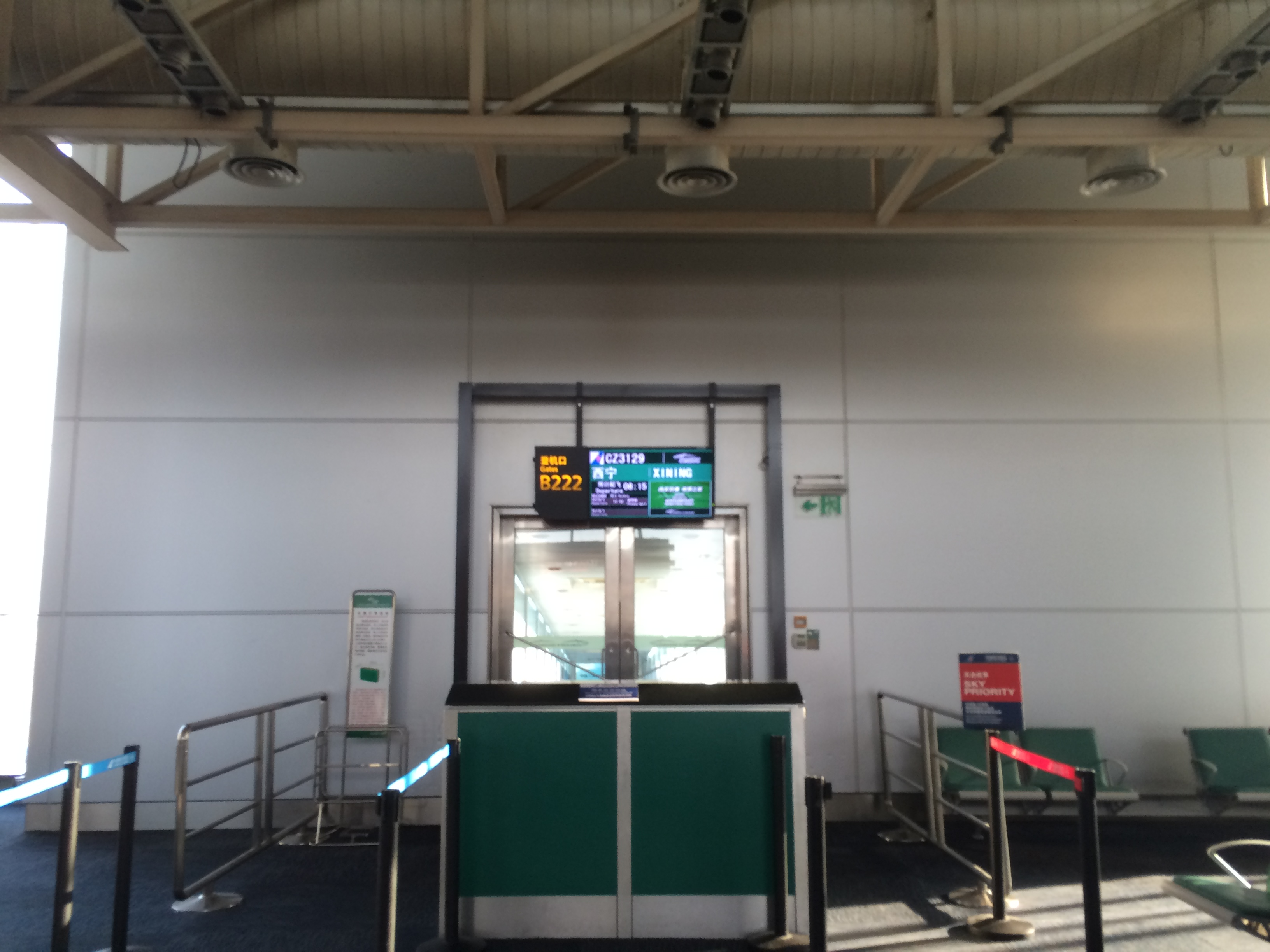
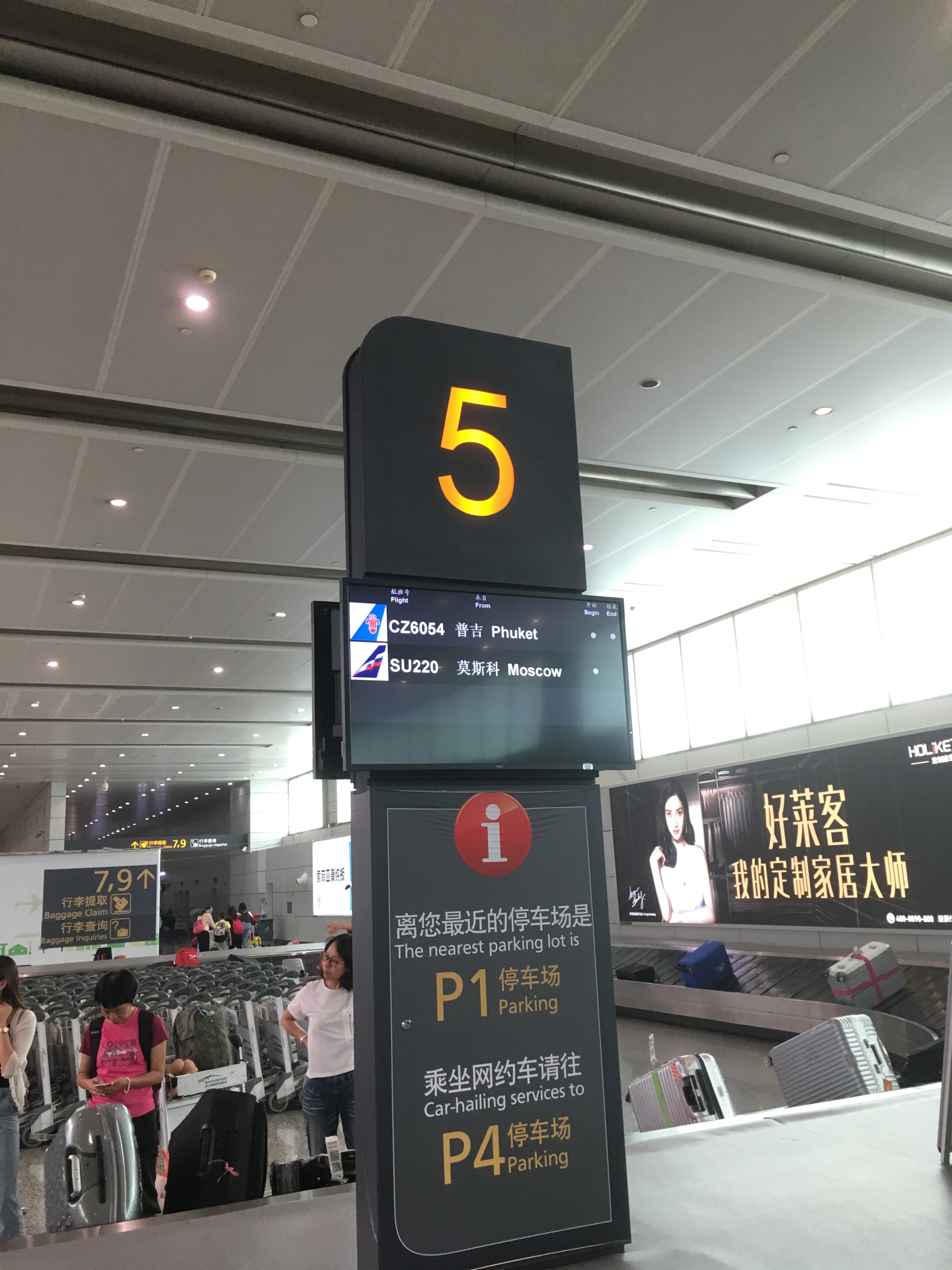

## شركات الطيران والوجهات

### الركاب
| شركـات طيـران                     | الوجهات |
| --------------------------------- | --- |
| 9 Air                             | مطار دون موينغ، مطار سوفارنابومي الدولي، مطار تشانغتشون الدولي، مطار جينغدي، مطار تشنغدو تيانفو الدولي، مطار تشونغتشينغ جيانغبى الدولي، مطار داليان الدولي، Ezhou، مطار قوييانغ لونغدونغابو الدولي، مطار هايكو ميلان الدولي، مطار هانغتشو شياوشان الدولي، مطار هاربين الدولي، مطار حيفي شينكياو الدولي، مطار هوهوت بايتا الدولي، مطار جينشانغ جينشوان، مطار لانتشو تشونغ تشوان، Lianyungang، مطار نانجينغ الدولي، مطار كانساي الدولي (تستأنف 14 أغسطس 2023)، Phuket، مطار غينغادو جياودونغ الدولي، مطار غيونغهاي بواو، مطار سانيا فينيكس الدولي، مطار شانغهاي بودنغ الدولي، مطار شنيانغ الدولي، مطار تانغشان سانوهي، مطار أورومتشي الدولي، مطار ونزهو يونجقيانج الدولي، مطار ووهان الدولي، مطار سنن شوفانغ الدولي، مطار شيان شيانيانغ الدولي، مطار شينينغ الدولي، مطار شينتشو وتايشهان، مطار شيشوانغباننا غاسا، مطار تشانغيه قانتشو، مطار تشنغتشو الدولي، مطار تشونغوي شابوتو |
| إيروفلوت                          | مطار شيريميتييفو الدولي |
| طيران آسيا                        | مطار سيناي الدولي، مطار كوتا كينابالو الدولي، مطار كوالالمبور الدولي |
| طيران الصين                       | مطار بكين العاصمة الدولي، مطار بكين داشينغ الدولي، مطار تشنغدو تيانفو الدولي، مطار تشونغتشينغ جيانغبى الدولي، Dazhou، مطار غوانغيون بانلونغ، مطار هانغتشو شياوشان الدولي، مطار هوهوت بايتا الدولي، مطار لوئهو يونلونغ، مطار شانغهاي هونغكياو الدولي، مطار شانغهاي بودنغ الدولي، مطار تيانجين الدولي، مطار تونغهوا، مطار أورومتشي الدولي، مطار وانتشو وتشياو، مطار ونزهو يونجقيانج الدولي، مطار ووهان الدولي، مطار ينتشوان خه دونغ، مطار يونتشنغ قوانقونغ |
| الخطوط الجوية التنزانية           | مطار جوليوس نيريري |
| خطوط كل اليابان الجوية            | مطار طوكيو هانيدا الدولي (تستأنف 29 أكتوبر 2023)،[بحاجة لمصدر] مطار ناريتا الدولي |
| خطوط آسيانا الجوية                | Busan (معلقة)، مطار إنتشون الدولي |
| باتيك إير ماليزيا                 | مطار كوالالمبور الدولي |
| خطوط العاصمة بكين الجوية          | مطار تشنغدو شوانغليو الدولي، مطار تشونغتشينغ جيانغبى الدولي، مطار هايلار دونغشان، مطار هانغتشو شياوشان الدولي، مطار هوهوت بايتا الدولي، مطار ساني ليجيانغ، مطار غينغادو جياودونغ الدولي، مطار ينتشوان خه دونغ |
| خطوط بيمان بنغلاديش الجوية        | مطار شاه جلال الدولي (معلقة) |
| Cambodia Angkor Air               | مطار بنوم بنه الدولي، Sihanoukville |
| كاثي باسيفيك                      | مطار هونغ كونغ الدولي |
| سيبو باسيفيك                      | مطار نينوي أكوينو الدولي |
| Chengdu Airlines                  | مطار تشنغدو شوانغليو الدولي |
| الخطوط الجوية الصينية             | مطار تايوان تاويوان الدولي |
| خطوط شرق الصين الجوية             | مطار سوفارنابومي الدولي، مطار بوشان يوندوان، مطار بكين داشينغ الدولي، مطار جانغيوان واشهان، مطار تشانغتشون الدولي، مطار تشانغتشو بيننو، مطار تشنغدو تيانفو الدولي، مطار داتونغ يونغانغ، مطار ديشين شانغري-لا، مطار هانغتشو شياوشان الدولي، مطار هاربين الدولي، مطار حيفي شينكياو الدولي، مطار هوايان ليانشوي، مطار جيايوغان، مطار جينان الدولي، مطار كونمينغ جانغشوي الدولي، مطار لانتشو تشونغ تشوان، مطار ساني ليجيانغ، مطار لوليانغ داو، مطار ديهونغ مانغشي، مطار تشوبو سنتراير الدولي، مطار نانتشانغ تشانغبى الدولي، مطار نانجينغ الدولي، مطار نينغبو ليش الدولي، مطار اوردوس إيجين هورو، مطار غينغادو جياودونغ الدولي، مطار شانغهاي هونغكياو الدولي، مطار شانغهاي بودنغ الدولي، مطار تاييوان وسو الدولي، مطار تايتشو وقياو، مطار أورومتشي الدولي، مطار يهاي داسهويبو، مطار ونزهو يونجقيانج الدولي، مطار ووهان الدولي، مطار سنن شوفانغ الدولي، مطار شيان شيانيانغ الدولي، مطار شيشوانغباننا غاسا، Yangon، مطار ييتشانغ سانشيا، مطار ينتشوان خه دونغ |
| خطوط جنوب الصين الجوية            | مطار آلتاي، مطار سخيبول أمستردام، Ankang، مطار أنقينج تيانزهوشان، مطار آنشان تينغاو، مطار أركسان يبرشي، مطار أوكلاند الدولي، مطار حيدر علييف الدولي، مطار دون موينغ، مطار سوفارنابومي الدولي، مطار باوتو يرليبان، Bazhong، مطار فوتشنغ بيهاي، مطار بكين داشينغ الدولي، مطار بيجي فيشونغ، مطار تشانغبايشان، مطار تشانغتشون الدولي، مطار تشانغده تاوهوايوان، مطار تشانغشا هوانغوا الدولي، مطار تشانغتشي وانغشون، مطار تشانغتشو بيننو، مطار تشنغدو شوانغليو الدولي، مطار تشنغدو تيانفو الدولي، مطار تشيانغ مي، مطار جيزهو جيوهواشان، مطار تشونغتشينغ جيانغبى الدولي، مطار كرايستشيرش الدولي (تستأنف 10 نوفمبر 2023)، مطار دالي، مطار داليان الدولي، مطار داوجينغ يادينغ، مطار داتشينغ سارتو، مطار نغوراه راي الدولي، مطار ديشين شانغري-لا، مطار شاه جلال الدولي، مطار دبي الدولي، مطار إينشي شوجيابينغ، مطار فرانكفورت، مطار فويانغ شيغوان، مطار فوتشو تشانغله الدولي، مطار قانتشو هوانتشين، مطار قوييانغ لونغدونغابو الدولي، مطار غويان ليوبانشان، مطار هايكو ميلان الدولي، مطار هامي، مطار هاندان، مطار هانغتشو شياوشان الدولي، مطار نوي باي الدولي، مطار هاربين الدولي، مطار هيتشي جينجهينجيانغ، مطار حيفي شينكياو الدولي، Heze، مطار تان سون نهات الدولي، مطار هوهوت بايتا الدولي، مطار خوتان، مطار هوايان ليانشوي، مطار هوانغشان تونشي الدولي، مطار إسلام آباد الدولي، مطار إسطنبول الدولي، مطار سوكارنو هاتا الدولي، مطار جياموسي دونغاجياو، مطار جييانغ شاوشان، مطار جينان الدولي، مطار جينغقانغشان، Jingzhou، مطار جينينغ كوفو، مطار جيشي شينغايهو، مطار كاراماي، مطار كاشغر الدولي، مطار تريبوفان الدولي، مطار كوتا كينابالو الدولي، مطار كوالالمبور الدولي، مطار كونمينغ جانغشوي الدولي، مطار علامه إقبال الدولي، Langkawi، مطار لانتشو تشونغ تشوان، مطار لاسا الدولي، Lianyungang، مطار ليبو، مطار ساني ليجيانغ، مطار لينفين ياودو، مطار ليوبانشوي يويزهاو، مطار لندن هيثرو، مطار لوس أنجلوس الدولي، مطار لويانغ الدولي، مطار لوئهو يونلونغ، مطار ديهونغ مانغشي، مطار نينوي أكوينو الدولي، مطار ميشيان، مطار ملبورن الدولي، مطار ميانيانغ نانيجو، مطار شيريميتييفو الدولي، مطار مودانجيانغ هايلانغ، مطار جومو كينياتا الدولي، مطار نانتشانغ تشانغبى الدولي، مطار نانشونغ غاوبينغ، مطار نانجينغ الدولي، مطار نانينغ الدولي، مطار نانيانغ جيانغ يينغ، مطار جون إف كينيدي الدولي، مطار نينغبو ليش الدولي، مطار نينغشهاي ماينلينغ، مطار اوردوس إيجين هورو، مطار كانساي الدولي، مطار باريس شارل ديغول، مطار بينانق الدولي، مطار بنوم بنه الدولي، Phuket، مطار غينغادو جياودونغ الدولي، مطار تشيتشيهار سانجيازي، مطار قوزهو، مطار ريتشاو، مطار ليوناردو دا فينشي، مطار سانيا فينيكس الدولي، مطار إنتشون الدولي، مطار شانغهاي هونغكياو الدولي، مطار شانغهاي بودنغ الدولي، مطار شيانغراو سانغينغشان، مطار شيانونغيا، مطار شنيانغ الدولي، مطار شيجياتشوانغ تشنغدينغ الدولي، مطار شيهيان ودانغشان، Siem Reap ‏، مطار شانغي سنغافورة، مطار سيدني، مطار تايوان تاويوان الدولي، مطار تاييوان وسو الدولي، مطار تايتشو وقياو، مطار تينغشونغ توفينغ، مطار تيانجين الدولي، مطار طوكيو هانيدا الدولي، مطار تونغلياو، مطار تونغرين فينغوانغ، مطار تورونتو بيرسون الدولي، مطار توربان جياهوي، مطار أورومتشي الدولي، مطار واتاي الدولي، مطار واينشان بوزخيخه، مطار ونزهو يونجقيانج الدولي، مطار ووهان الدولي، Wuhu، مطار وشهان شهينوفينغ، مطار سنن شوفانغ الدولي، مطار شيامن قاوتشي الدولي، مطار شيان شيانيانغ الدولي، مطار شانغينغ ليوجي، مطار شيتشانغ تشينغشان، مطار شينغي، مطار شينينغ الدولي، مطار شيشوانغباننا غاسا، مطار سوزهو جوانين، Yan'an، مطار نانيانغ يانتشنغ، Yangon، مطار يانغزهو تايزهو، مطار يانجي تشاويانغتشوان، مطار يانتاي بينجلاي الدولي، مطار يبين واليانجي، مطار ييتشانغ سانشيا، مطار ييتشون ليندو، مطار ينتشوان خه دونغ، مطار ييوو، Yulin (Guangxi) ‏، مطار يولين يو يانغ، مطار يونتشنغ قوانقونغ، مطار تشانغجياجيه هيهوا، مطار تشانغجياكو نينغيوان، Zhanjiang، مطار زاهوتونغ، مطار تشنغتشو الدولي، مطار تشوشان بوتوشان، مطار رينهواي ماوتاي، مطار زوني شينزهو موسمي: Fukuoka، مطار جيجو الدولي عارض: مطار سام راتولانجي الدولي ‏ |
| China United Airlines             | مطار بكين داشينغ الدولي، مطار ونزهو يونجقيانج الدولي |
| Chongqing Airlines                | مطار تشونغتشينغ جيانغبى الدولي، مطار دالي، مطار ساني ليجيانغ، مطار شيانونغيا، مطار ونزهو يونجقيانج الدولي |
| مصر للطيران                       | مطار القاهرة الدولي |
| طيران الإمارات                    | مطار دبي الدولي |
| الخطوط الجوية الإثيوبية           | مطار أديس أبابا بولي الدولي |
| الاتحاد للطيران                   | مطار أبو ظبي الدولي |
| إيفا للطيران                      | مطار كاوهسيونغ الدولي (معلقة)، مطار تايوان تاويوان الدولي |
| غارودا إندونيسيا                  | مطار سوكارنو هاتا الدولي |
| طيران جي إكس                      | مطار تشانغشا هوانغوا الدولي |
| خطوط هاينان الجوية                | مطار يايسي باما، مطار سوفارنابومي الدولي، مطار بكين العاصمة الدولي، مطار تشنغدو شوانغليو الدولي، مطار تشنغدو تيانفو الدولي، مطار تشونغتشينغ جيانغبى الدولي، مطار داليان الدولي، مطار دا نانغ الدولي، مطار دونغينغ شنغلي، مطار هايكو ميلان الدولي، مطار هاندان، مطار هانغتشو شياوشان الدولي، مطار هانتشونغ جهينغو، مطار هاربين الدولي، مطار حيفي شينكياو الدولي، مطار هوهوت بايتا الدولي، Jinzhou، مطار لانتشو تشونغ تشوان، مطار نانجينغ الدولي، مطار كام رانه الدولي، مطار نينغبو ليش الدولي، Phuket، مطار غينغادو جياودونغ الدولي، مطار غينهوانغادو بيداهي، مطار غيونغهاي بواو، مطار سانيا فينيكس الدولي، مطار شانغهاي هونغكياو الدولي، مطار شانغهاي بودنغ الدولي، مطار شنيانغ الدولي، مطار تايوان تاويوان الدولي، مطار تانغشان سانوهي، مطار تيانجين الدولي، مطار أورومتشي الدولي، مطار يفانغ نانيوان، مطار هاي، مطار شيان شيانيانغ الدولي، مطار شينتشو وتايشهان، مطار ينتشوان خه دونغ، مطار تشنغتشو الدولي، مطار تشوشان بوتوشان |
| Hebei Airlines                    | مطار شيجياتشوانغ تشنغدينغ الدولي |
| الخطوط الجوية العراقية            | مطار بغداد الدولي |
| الخطوط الجوية اليابانية           | مطار طوكيو هانيدا الدولي |
| خطوط جونياو الجوية                | مطار شانغهاي هونغكياو الدولي |
| الخطوط الجوية الكينية             | مطار جومو كينياتا الدولي |
| كوريا للطيران                     | مطار إنتشون الدولي |
| Kunming Airlines                  | مطار كونمينغ جانغشوي الدولي |
| الخطوط الجوية الكويتية            | مطار الكويت الدولي |
| Lanmei Airlines                   | مطار بنوم بنه الدولي، Sihanoukville |
| طيران لاوس                        | مطار واتاي الدولي |
| ليون إير                          | عارض: مطار نغوراه راي الدولي مطار سوكارنو هاتا الدولي، مطار سام راتولانجي الدولي ‏ |
| طيران لونج                        | مطار تشانغتشون الدولي، مطار هانغتشو شياوشان الدولي، مطار هوهوت بايتا الدولي، مطار كاشغر الدولي، مطار كورلا، مطار لانتشو تشونغ تشوان، مطار شانغينغ ليوجي، مطار تشنغتشو الدولي |
| خطوط لاكي الجوية                  | مطار كونمينغ جانغشوي الدولي |
| ماهان إير                         | مطار الإمام الخميني الدولي |
| الخطوط الجوية الماليزية           | مطار كوالالمبور الدولي |
| Myanmar Airways International     | Yangon |
| خطوط طيران أوكاي                  | مطار تيانجين الدولي |
| الطيران العماني                   | مطار مسقط الدولي |
| الخطوط الجوية الفلبينية           | مطار نينوي أكوينو الدولي |
| طيران آسيا (الفلبين)              | مطار نينوي أكوينو الدولي |
| الخطوط الجوية القطرية             | مطار حمد الدولي |
| الخطوط السعودية                   | مطار الملك عبد العزيز الدولي، مطار الملك خالد الدولي |
| سكوت للطيران                      | مطار شانغي سنغافورة |
| خطوط شاندونغ الجوية               | مطار جينان الدولي، مطار غينغادو جياودونغ الدولي، مطار يشان، مطار شيامن قاوتشي الدولي، مطار يانتاي بينجلاي الدولي |
| خطوط شانغهاي الجوية               | مطار شانغهاي هونغكياو الدولي |
| خطوط شينزين الجوية                | مطار سوفارنابومي الدولي، مطار تشانغتشون الدولي، مطار تشانغتشو بيننو، مطار تشنغدو شوانغليو الدولي، مطار تشونغتشينغ جيانغبى الدولي، مطار داليان الدولي، مطار هانغتشو شياوشان الدولي، مطار هاربين الدولي، مطار حيفي شينكياو الدولي، مطار جينان الدولي، مطار جينغدتشن جيا، مطار كونمينغ جانغشوي الدولي، مطار ليني شوبولينغ، مطار نانجينغ الدولي، مطار نانتونغ شينغ دونغ، مطار نينغبو ليش الدولي، مطار بنوم بنه الدولي، Phuket، مطار غينغادو جياودونغ الدولي، مطار جينجيانغ تشيوانتشو، مطار شانغهاي هونغكياو الدولي، مطار شنيانغ الدولي، مطار تايتشو وقياو، مطار ونزهو يونجقيانج الدولي، مطار سنن شوفانغ الدولي، مطار شيان شيانيانغ الدولي، مطار يانغزهو تايزهو، مطار يانتاي بينجلاي الدولي، مطار يبين واليانجي، مطار يشهون مينغيويشان، مطار ينتشوان خه دونغ |
| خطوط سيتشوان الجوية               | مطار تشنغدو شوانغليو الدولي، مطار تشنغدو تيانفو الدولي، مطار تشيانغ ري الدولي، مطار تشونغتشينغ جيانغبى الدولي، مطار هانغتشو شياوشان الدولي، مطار هاربين الدولي، مطار كونمينغ جانغشوي الدولي، مطار لوئهو يونلونغ، مطار كام رانه الدولي، مطار شيتشانغ تشينغشان، مطار يبين واليانجي، مطار ينتشوان خه دونغ |
| الخطوط الجوية السنغافورية         | مطار شانغي سنغافورة |
| سبرينغ (شركة طيران)               | مطار اكسو، مطار دون موينغ، مطار تشيانغ مي، مطار جيجو الدولي، مطار لانتشو تشونغ تشوان، مطار بنوم بنه الدولي، Phuket، مطار شانغهاي هونغكياو الدولي، مطار شانغهاي بودنغ الدولي، مطار شيجياتشوانغ تشنغدينغ الدولي |
| الخطوط الجوية السريلانكية         | مطار باندارنيك الدولي |
| طيران آسيا (تايلاند)              | مطار دون موينغ |
| الخطوط الجوية الدولية التايلاندية | مطار سوفارنابومي الدولي |
| Thai Lion Air                     | مطار دون موينغ، مطار تشيانغ مي |
| خطوط تيانجين الجوية               | مطار تيانجين الدولي |
| الخطوط الجوية التركية             | مطار إسطنبول الدولي |
| Uni Air                           | مطار تايتشونغ (معلقة) |
| يو إس بنغلا للطيران               | مطار شاه جلال الدولي |
| الخطوط الجوية الفيتنامية          | مطار دا نانغ الدولي، مطار نوي باي الدولي، مطار تان سون نهات الدولي |
| West Air ‏                         | مطار تشونغتشينغ جيانغبى الدولي، مطار تشنغتشو الدولي |
| خطوط زيامن الجوية                 | مطار فوتشو تشانغله الدولي، مطار هانغتشو شياوشان الدولي، مطار جينجيانغ تشيوانتشو، مطار تيانجين الدولي، مطار شيامن قاوتشي الدولي |

### الشحن
| شركـات طيـران                | الوجهات |
| ---------------------------- | --- |
| طيران الصين للشحن الجوي      | مطار نانجينغ الدولي |
| طيران نيوزيلندا              | مطار أوكلاند الدولي، مطار كرايستشيرش الدولي |
| خطوط كل اليابان الجوية       | مطار ناريتا الدولي |
| خطوط آسيانا الجوية           | مطار نوي باي الدولي، مطار إنتشون الدولي |
| China Air Cargo              | مطار نانجينغ الدولي |
| الخطوط الجوية الصينية        | مطار تايوان تاويوان الدولي |
| الخطوط الجوية الصينية للبريد | مطار نانجينغ الدولي، مطار شانغهاي بودنغ الدولي |
| خطوط جنوب الصين الجوية       | مطار سخيبول أمستردام، مطار أوهير الدولي، مطار تشونغتشينغ جيانغبى الدولي، مطار شاه جلال الدولي، مطار فرانكفورت، مطار نوي باي الدولي، مطار تان سون نهات الدولي، مطار لندن ستانستد، مطار لوس أنجلوس الدولي، مطار باريس شارل ديغول، مطار غينغادو جياودونغ الدولي، مطار تايوان تاويوان الدولي، مطار فانكوفر الدولي، مطار فيينا الدولي، مطار تشنغتشو الدولي |
| CMA CGM Air Cargo            | مطار باريس شارل ديغول |
| الخطوط الجوية الإثيوبية      | مطار أديس أبابا بولي الدولي، مطار كيمبيغودا الدولي، مطار لييج، مطار تشاتراباتي شيفاجي الدولي، مطار أوسلو-غاردرموين |
| الإمارات للشحن الجوي         | مطار آل مكتوم الدولي |
| إيفا للطيران                 | مطار تايوان تاويوان الدولي |
| فيديكس إكسبرس                | مطار ألماتي الدولي، مطار تيد ستيفنز أنكوراج الدولي، مطار كيمبيغودا الدولي، مطار سوفارنابومي الدولي، مطار ماكتان سيبو الدولي، مطار تشنغدو شوانغليو الدولي، مطار كلارك الدولي، مطار كولونيا بون الدولي، مطار أنديرا غاندي الدولي، مطار دبي الدولي، مطار فرانكفورت، مطار نوي باي الدولي، مطار تان سون نهات الدولي، مطار سوكارنو هاتا الدولي، مطار كوالالمبور الدولي، مطار نينوي أكوينو الدولي، مطار تشاتراباتي شيفاجي الدولي، مطار كانساي الدولي، مطار باريس شارل ديغول، مطار بينانق الدولي، مطار إنتشون الدولي، مطار شانغهاي بودنغ الدولي، مطار شانغي سنغافورة، مطار سيدني، مطار ناريتا الدولي |
| غارودا إندونيسيا             | مطار سوكارنو هاتا الدولي |
| طيران كاليتا                 | مطار تيد ستيفنز أنكوراج الدولي |
| كوريا للطيران                | مطار إنتشون الدولي |
| Longhao Airlines             | مطار تشنغتشو الدولي |
| MASkargo                     | مطار كوالالمبور الدولي |
| الخطوط الجوية القطرية        | مطار حمد الدولي |
| الخطوط السعودية للشحن        | مطار سوفارنابومي الدولي، مطار بروكسل الدولي، مطار الملك خالد الدولي |
| خطوط أس أف الجوية            | مطار بكين العاصمة الدولي، مطار ووهان الدولي، مطار تشنغتشو الدولي |
| Singapore Airlines Cargo     | مطار شانغي سنغافورة |
| خطوط سوبارنا الجوية          | مطار شاه جلال الدولي، مطار هانغتشو شياوشان الدولي، مطار نانينغ الدولي، مطار تايوان تاويوان الدولي، مطار شيامن قاوتشي الدولي |
| Tianjin Airlines Cargo       | مطار غينغادو جياودونغ الدولي |
| الخطوط الجوية التركية        | مطار ألماتي الدولي، مطار مناس الدولي، مطار إسطنبول الدولي |

## الإحصائيات
شاهد source Wikidata query and sources.
|      | عدد الركاب | عدد الرحلات | الشحن (طن)  |
| ---- | ---------- | ----------- | ----------- |
| 2004 | 20,326,138 | 182,780     | 506,988.3   |
| 2005 | 23,558,274 | 211,309     | 600,603.9   |
| 2006 | 26,222,037 | 232,204     | 653,261.3   |
| 2007 | 30,958,467 | 260,828     | 694,296.0   |
| 2008 | 33,435,272 | 280,392     | 685,867.9   |
| 2009 | 37,048,712 | 308,863     | 955,269.7   |
| 2010 | 40,975,673 | 329,214     | 1,144,455.7 |
| 2011 | 45,040,340 | 349,259     | 1,179,967.7 |
| 2012 | 48,309,410 | 373,314     | 1,248,763.8 |
| 2013 | 52,450,262 | 394,403     | 1,309,745.5 |
| 2014 | 54,780,346 | 412,210     | 1,454,043.8 |
| 2015 | 55,201,915 | 409,679     | 1,537,758.9 |
| 2016 | 59,732,147 | 435,231     | 1,652,214.9 |
| 2017 | 65,806,977 | 465,295     | 1,780,423.1 |
| 2018 | 69,720,403 | 477,364     | 1,890,560.0 |
| 2019 | 73,378,475 | 491,249     | 1,919,926.9 |
| 2021 | 40,249,679 | 362,470     | 2,044,908.7 |
| 2022 | 26,104,989 | 266,627     | 1,884,082.0 |

## وصلات خارجية
- الموقع الرسمي
- الموقع الرسمي لمشغل المطار